# José Inclán Risco
José Inclán Risco (Puebla, México, 1832 – Puerto Príncipe, Camagüey, Cuba, 15 de junio de 1872) fue un militar mexicano del siglo XIX. Coronel del ejército de su país y General de Brigada (Brigadier) del Ejército Mambí cubano. 

## Orígenes y carrera
José Inclán Risco nació en Puebla, México, en el año 1832. 
Durante la Segunda intervención francesa en México, Inclán Risco combatió en el ejército de Benito Juárez, alcanzando los grados de Capitán. 
Fue capturado por los franceses en mayo de 1863 y guardó prisión en Francia. Posteriormente, regresó a su país natal y se reincorporó al ejército. 
Procesado por abuso de autoridad, se fugó para unirse a las fuerzas del General Aureliano Rivera, quien se había levantado contra el presidente Benito Juárez. 
Siendo Coronel, fue apresado en Ajusco y condenado a muerte, en julio de 1868. Sin embargo, se le perdonó la vida, a cambio de exiliarse en Cuba, por aquel entonces colonia española. 

## Guerra de los Diez Años
Inclán Risco se involucró en las conspiraciones de los independentistas cubanos y, debido a su experiencia militar previa, fue nombrado Jefe del Alzamiento de Jagüey Grande, en febrero de 1869. 
Junto al también militar mexicano Gabriel González Galbán, José Inclán Risco fue hecho prisionero por las autoridades coloniales españolas antes de poder participar en el alzamiento. Fueron conducidos a La Habana. 
Sin embargo, Inclán Risco logró participar en el alzamiento, en febrero de 1869. Tuvo que buscar refugio en la Ciénaga de Zapata, debido al contraataque enemigo. En dicho lugar, organizó un regimiento y se subordinó a los Jefes militares cubanos de Las Villas. 
Ascendido a General de Brigada (Brigadier) el 4 de abril de 1870, Inclán Risco fue designado Jefe de la “Brigada de Cienfuegos y Trinidad”, sustituyendo al Mayor general cubano Adolfo Fernández Cavada. Con este cargo, fue el responsable de conducir de regreso a Las Villas a las tropas villareñas que se encontraban en el Camagüey. 
Auxilió el desembarco del vapor “El Salvador”, bajo el mando del Coronel Fernando López Queralta, por Casilda, el 17 de septiembre de 1870. En marzo de 1871, fue designado Jefe de la “División de Holguín” y, a inicios de 1872, fue arrestado por los cubanos, junto a González Galbán, acusados ambos de planear la rendición. 
Condenado a muerte, posteriormente fue absuelto por falta de evidencias, pero sancionado a dos años de suspensión. El Brigadier Inclán Risco solicitó entonces el traslado al Camagüey, bajo las órdenes del Mayor general cubano Ignacio Agramonte. Aceptada su solicitud, se encontraba de camino a esa región, cuando fue hecho prisionero por fuerzas enemigas. 

## Muerte
Habiendo sido capturado por tropas enemigas el 1 de junio de 1872, fue transportado a la ciudad de Puerto Príncipe, actual Camagüey. En dicha ciudad, fue juzgado y condenado a muerte. Fue fusilado el 15 de junio de 1872. Tenía 40 años de edad. 